# レッツタップ
『レッツタップ』(Let's Tap) は、セガより2008年12月18日に発売されたWii用アクションゲーム。最大4人まで遊ぶことが出来る、パーティゲームである。セガの役員だった中裕司が独立して設立したプロペが開発した。
2009年9月にはiPhone / iPod touchに移植された。

## 概要
この作品の大きな特徴は、コントローラを手に持たずにプレイするという点である。Wiiリモコンを紙製のタップボックスと呼ばれる箱の上に置き、その箱を叩く（タップ）ことで操作する。なお、使用する箱は、付属のタップボックス以外でもよい。
日本ゲーム大賞2008においてフューチャー賞を受賞した。

## ゲームモード
タップランナー
リズムタップ
サイレントブロックス
バブルボイジャー
ビジュアライザー

## iPhone版
2009年9月にiPhone / iPod touch版がリリース。iPhoneのタッチパネル操作に加え、iPhone本体を箱の上に載せるWii版同様の操作にも対応している。
Wii版収録の各ゲームモードをバラ売りしたものだが、「ビジュアライザー」は「ジェム・ゲーム」のみを抽出して単品販売されている。

## 音楽
本作の音楽は細江慎治、佐宗綾子、岩田匡治、金田充弘、上倉紀行、千葉梓、幡谷尚史、Shoes、yamらゲーム界を代表する作曲家9名が全20曲を提供する。